# Cantone di Solre-le-Château
Il Cantone di Solre-le-Château era una divisione amministrativa dell'arrondissement di Avesnes-sur-Helpe.
È stato soppresso a seguito della riforma complessiva dei cantoni del 2014, che è entrata in vigore con le elezioni dipartimentali del 2015.
Comprendeva i comuni di:
- Aibes
- Beaurieux (Nord)
- Bérelles
- Bousignies-sur-Roc
- Choisies
- Clairfayts
- Cousolre
- Dimechaux
- Dimont
- Eccles
- Hestrud
- Lez-Fontaine
- Liessies
- Sars-Poteries
- Solre-le-Château
- Solrinnes